# تويوتا زيلاس
تويوتا زيلاس (بالإنجليزية: Scion tC)‏ هي سيارة كوبيه مصنعة من قبل شركة تويوتا